# حصان كليفلاند الكستنائي
حصان كليفلاند الكستنائي هي سلالة من الخيول نشأت في إنجلترا خلال القرن السابع عشر القرن، سميت كذلك بسبب لونها الكستنائي ووجودها في منطقة كليفلاند في يوركشاير. وهو حصان ذو عضلات جيدة، وله أرجل قوية ولكنها قصيرة بالنسبة إلى جسمه. الخيول هي دائما كستنائية اللون، على الرغم من وجود شعرات خفيفة براقة في البدن والذيل. إنها أقدم سلالة خيول راسخة في إنجلترا. تم تطوير أسلاف السلالة خلال العصور الوسطى لاستخدامها كحصان للخيول، عندما اكتسبوا لقبهم «خيول تشابمان». تم تهجين الخيول البربرية بالدم الأندلسي والبارب، ولاحقًا مع الخيول العربية والأصيلة، لتهجين حصان كليفلاند اليوم. على مر السنين، أصبحت السلالة أخف في الإطار حيث تم توظيفها أكثر كخيول نقل وركوب. تذبذبت شعبية حصان كليفلاند بشكل كبير منذ أن تم استيراده لأول مرة إلى الولايات المتحدة في أوائل القرن التاسع عشر. على الرغم من الانخفاضات الخطيرة في أعدادها بعد الحرب العالمية الثانية، فقد شهدت السلالة انتعاشًا في شعبيتها منذ السبعينات، على الرغم من وجود حوالي 550 فقط كانت الخيول موجودة في جميع أنحاء العالم اعتبارًا من عام 2006.
لقد تم رعايتها من قبل أفراد العائلة المالكة البريطانية طوال تاريخها، وما زالت تُستخدم لجر العربات في المواكب الملكية اليوم. كما تم استخدام السلالة لتطوير وتحسين العديد من سلالات الدم الحار وخيول الجر. يتم استخدامها اليوم في أعمال المزرعة والقيادة، فضلاً عن العمل تحت السرج. وهي تحظى بشعبية خاصة في صيد الثعالب والقفز الاستعراضي، سواء من ذوات الدم النقي أو عند عبورها مع الخيول الأصيلة. يعد حصان كليفلاند سلالة نادرة، ويعتبر كل من مؤسسة تأمين بقاء السلالات النادرة ومقرها المملكة المتحدة والمحافظة الأمريكية لسلالات الماشية ومقرها الولايات المتحدة أن أعداد حصان كليفلاند في حدود حرجة للانقراض.

## الصفات
يبلغ ارتفاع حصان كليفلاند عمومًا بين 16 و16.2 شبرًأ وهو دائما كستنائي اللون. يفضل المربون الخيول الساطعة (الخيول ذات الصبغة الحمراء أكثر من المعتاد)، يليها الحصان العادي، ثم الغامق ثم الفاتح. تم ذكر هذا التفضيل لظلال الحصان الأكثر إشراقًا في الأصل في معيار السلالة الرسمي، على الرغم من إزالة هذا الشرط منذ ذلك الحين. في بعض سلالات السلالة، يُعرف الشعر الفاتح المائل للرمادي في بدة الرجل والذيل بأنه من سمات الدم النقي. العلامات البيضاء، باستثناء وجود نجمة صغيرة على الجبهة، تجعل الحصان غير مسموح به في كتاب المربط. من المتوقع أن يكون للخيول نقاط سوداء كاملة، بما في ذلك الجزء السفلي من الأرجل السوداء تمامًا. تعتبر الأرجل الحمراء أسفل الركبتين والخطافات معيبة في اللون، على الرغم من أنها لا تستبعد الحصان من التسجيل. يُعتقد أن الأرجل الحمراء العرضية التي تظهر في السلالة تأتي من فحول كستناء أصيلة تم عبورها إلى سلالات دماء حصان كليفلاند ويوركشاير كوتش هورس في بعض النقاط في تاريخ كلا السلالتين. يتم تشجيع التوحيد في اللون لأنه يجعل إنشاء فرق وأزواج قيادة متطابقة أمرًا سهلاً للغاية. عندما تم تطوير السلالة لأول مرة، كان للخيول دائمًا شريط ظهر مظلل، ولكن اختفى مع تقاطعات القرن الثامن عشر.

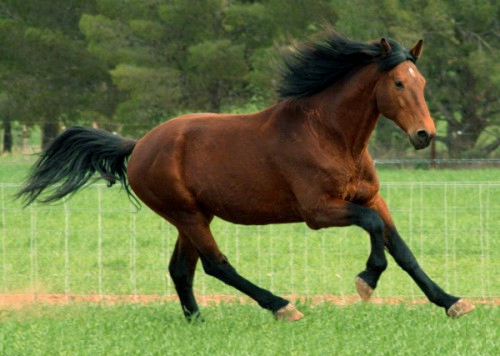
حصان كليفلاند هولشتاينر

السلالة لها رأس كبير، ومظهر محدب قليلاً، وعنق طويل مشدود العضلات. والكاهل وكذلك العضلات، والتي غالبا ما يجعلها أقل وضوحا، والصدر واسع وعميق، والكتفين والعضلات والمنحدرة، وخناق مائل قليلا. الأرجل قصيرة بالنسبة إلى الجسم، لكنها قوية ومشدودة العضلات. تحتوي الأرجل على ريش قليلة أو معدومة، حيث تم تطوير السلالة جزئيًا للعمل في التربة الطينية الثقيلة في بلدها الأصلي، حيث أدى الريش الثقيل إلى زيادة انتشار المرض. حصان كليفلاند من الخيول القوية وطويلة العمر، وسهلة الانقياد في المزاج. في أوائل القرن العشرين، عندما أصدرت جمعية حصان كليفلاند البريطانية معيارًا للسلالة لاستخدامه في عروض التحكيم، تمت إضافة قسم حول حركة الخيول، يصف الإجراء المطلوب، خاصة في الهرولة. تم تضمين هذا جزئيًا لأن الإمكانات العسكرية كانت لا تزال تعتبر عاملاً في تقييم الخيول وكانت الهرولة الجيدة ضرورية لحصان المدفعية. تم تقييمه أيضًا لأن السلالات ذات التأثير الكبير في الهرولة غالبًا ما يكون لها أيضًا إمكانية القفز. الجمع بين وسائل الخصائص المطلوبة التي تولد مفيدة لتربية قفز الحواجز، محاكمة الخيول وسباق الخيول (وهذا الأخير وخصوصا عندما عبرت مع الأصيلة).

## التاريخ
تم تطوير حصان كليفلاند في الأصل في كليفلاند يوركشاير، إنجلترا، ويقال إنه أقدم سلالة خيول إنجليزية معروفة، والحصان الوحيد في بريطانيا الذي لا ينتمي إلى مجموعة الخيول الثقيلة. أقرب سلالة في النوع، على الرغم من عدم ارتباطها تمامًا، هي حصان الجر الأيرلندي.

## روابط خارجية
- جمعية كليفلاند باي هورس
- جمعية كليفلاند باي هورس في أمريكا الشمالية
- جمعية كليفلاند باي هورس في أستراليا